# Ácido oleico
El ácido oleico es un ácido graso monoinsaturado de la serie omega 9 típico de los aceites vegetales como el aceite de oliva, cártamo, Aguacate, etc. Ejerce una acción beneficiosa en los vasos sanguíneos reduciendo el riesgo de sufrir enfermedades cardiovasculares.
Su fórmula química molecular es C18H34O2 (o bien, desarrollada, CH3(CH2)7CH=CH(CH2)7COOH). Su nombre IUPAC es ácido cis-9-octadecenoico, y su nombre de taquigrafía de lípido es 18:1 cis-9 (también existe el isómero trans-9, el ácido elaídico). La forma saturada de este ácido es el ácido esteárico.